# R. H. Robins
R. H. Robins (Broadstairs, 1 de julho de 1921 — 20 de abril de 2000) foi um linguista britânico, professor de Fonética da Universidade de Londres. O trabalho de Robin em linguística cobriu várias áreas diversas, incluindo a análise prosódica firthiana, línguas ameaçadas de extinção e a história do pensamento linguístico. Ele escreveu dois livros influentes, General Linguistics: An Introductory Survey (1964) e A Short History of Linguistics (1967).

## Obras
- Ancient and Medieval Grammatical Theory in Europe (1951)
- The Yurok Language (1958)
- General Linguistics: An Introductory Survey (1964)
- A Short History of Linguistics (1967)
- Diversions of Bloomsbury (1970)
- Ideen- und Problemgeschichte der Sprachwissenschaft (1973)
- Sistem dan Struktur Bahasa Sunda (1983)
- The Byzantine Grammarians: Their Place in History (1993)
- Texts and Contexts: Selected Papers on the History of Linguistics (1998)